# جزيرة الموتى (موسيقى)

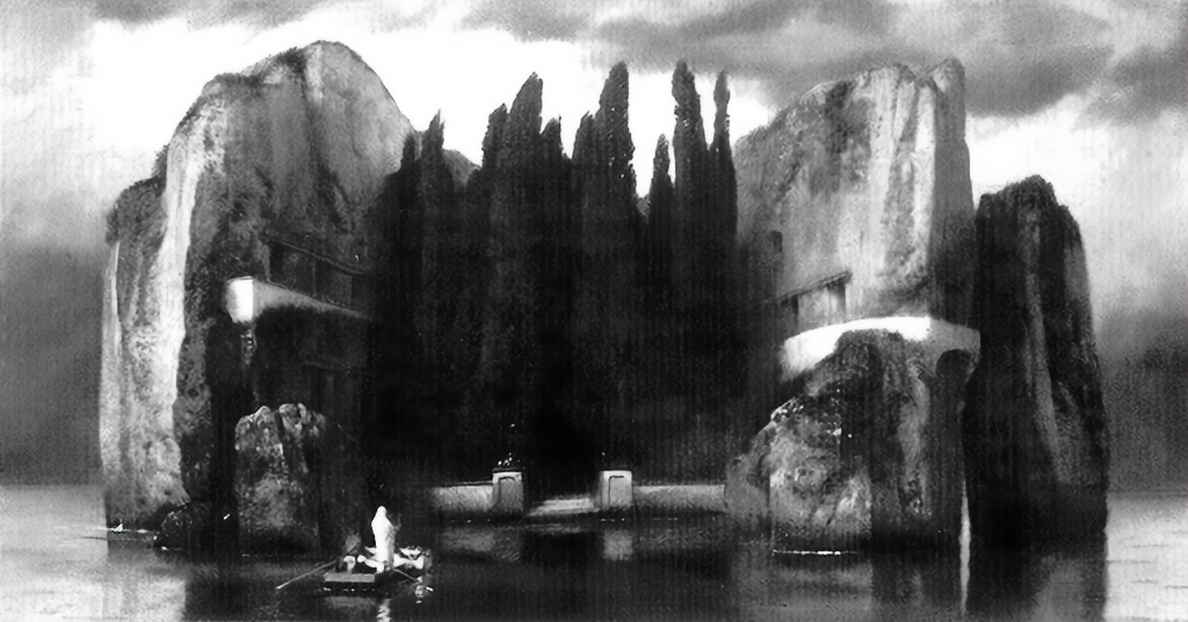
نسخة بالأبيض والأسود للوحة جزيرة الموتى لأرنولد بوكلين، والتي كانت مصدر إلهام المؤلف الموسيقي سيرجي رخمانينوفلتأليف المقطوعة

جزيرة الموتى (رقم العمل الموسيقي) 29) (بالروسية: Остров мёrtвых)، هي قصيدة سيمفونية من تأليف سيرجي رخمانينوف. القطعة مستوحاة من نسخة بالأبيض والأسود من لوحة أرنولد بوكلين جزيرة الموتى ، التي رآها في باريس عام 1907. قام بتأليف العمل من يناير إلى مارس من عام 1909، لكنه أجرى لاحقًا العديد من التنقيحات والتعديلات.